# كلايف كلارك (لاعب كرة قدم)
كلايف كلارك (بالإنجليزية: Clive Clark) (12 ديسمبر 1940 في المملكة المتحدة - 1 مايو 2014 في المملكة المتحدة) هو لاعب كرة قدم بريطاني في مركز الوسط. لعب مع بريستون نورث إيند وكوينز بارك رينجرز وليدز يونايتد ونادي ساوثبورت ووست بروميتش ألبيون.

## وصلات خارجية
- كلايف كلارك على موقع قاعدة بيانات كرة القدم.إي يو (الإنجليزية)
- كلايف كلارك على موقع عالم كرة القدم.نت (الإنجليزية)